# Fidżi na Letnich Igrzyskach Paraolimpijskich 2000
Fidżi na Letnich Igrzyskach Paraolimpijskich 2000 w Sydney reprezentowało czterech sportowców. Był to czwarty start reprezentacji tego kraju na igrzyskach paraolimpijskich (po występach w latach 1964, 1976 i 1996).
Fidżyjczycy nie zdobyli na tych zawodach żadnego medalu.

## Wyniki

### Judo
| Zawodnik         | Konkurencja | 1/8                   | Ćwierćfinały     | Półfinały        | Finał            | Repasaż 1           | Repasaż 2        | Repasaż 3        | Źródło |
| Zawodnik         | Konkurencja | Przeciwnik Wynik      | Przeciwnik Wynik | Przeciwnik Wynik | Przeciwnik Wynik | Przeciwnik Wynik    | Przeciwnik Wynik | Przeciwnik Wynik | Źródło |
| ---------------- | ----------- | --------------------- | ---------------- | ---------------- | ---------------- | ------------------- | ---------------- | ---------------- | ------ |
| Ratu Tevita Susu | –73 kg      | Santana P 0120 - 1100 | NQ               | NQ               | NQ               | Esser P 0000 - 1010 | NQ               | NQ               | [ 2 ]  |

### Lekkoatletyka
Konkurencje biegowe
| Zawodnik        | Konkurencja       | Eliminacje | Eliminacje | Półfinał | Półfinał | Finał    | Finał   | Źródło |
| Zawodnik        | Konkurencja       | Rezultat   | Miejsce    | Rezultat | Miejsce  | Rezultat | Miejsce | Źródło |
| --------------- | ----------------- | ---------- | ---------- | -------- | -------- | -------- | ------- | ------ |
| Fuata Faktaufon | bieg na 100 m T12 | 11,90      | 2          | NQ       | NQ       | NQ       | NQ      | [ 3 ]  |

Konkurencje techniczne
| Zawodnik            | Konkurencja        | Finał    | Finał   | Źródło |
| Zawodnik            | Konkurencja        | Rezultat | Miejsce | Źródło |
| ------------------- | ------------------ | -------- | ------- | ------ |
| Atunaisa Domonibitu | rzut oszczepem F37 | 30,54 m  | 13      | [ 4 ]  |

### Pływanie
| Zawodnik         | Konkurencja               | Eliminacje | Eliminacje | Finał    | Finał   | Źródło |
| Zawodnik         | Konkurencja               | Rezultat   | Miejsce    | Rezultat | Miejsce | Źródło |
| ---------------- | ------------------------- | ---------- | ---------- | -------- | ------- | ------ |
| Manasa Marisiale | 50 m stylem dowolnym S9   | 29,93      | 7          | NQ       | NQ      | [ 5 ]  |
| Manasa Marisiale | 100 m stylem dowolnym S9  | 1:06,27    | 6          | NQ       | NQ      | [ 6 ]  |
| Manasa Marisiale | 200 m stylem zmiennym SM9 | 2:53,74    | 7          | NQ       | NQ      | [ 7 ]  |